# Villagatón
Villagatón település Spanyolországban, León tartományban. Lakosainak száma 636 fő (2024).

## Földrajza
Villagatón Torre del Bierzo, Igüeña, Valdesamario, Quintana del Castillo, Magaz de Cepeda és Brazuelo községekkel határos.

## Népesség
A település lakosságának változását az alábbi diagram mutatja:
| Lakosok száma | 846  | 734  | 672  | 665  | 638  | 619  | 588  | 613  | 650  | 636  |
|               | 2001 | 2004 | 2007 | 2009 | 2012 | 2014 | 2017 | 2019 | 2022 | 2024 |